# Bionicle Adventures
Bionicle Legends é a segunda série de livros baseada no universo Bionicle. Abrange as aventuras do Metru Toa / Toa Hordika, sendo contada quase exclusivamente em flashbacks.

## Livros
- Bionicle Adventures 1: Mystery of Metru Nui
- Bionicle Adventures 2: Trial by Fire
- Bionicle Adventures 3: The Darkness Below
- Bionicle Adventures 4: Legends of Metru Nui
- Bionicle Adventures 5: Voyage of Fear
- Bionicle Adventures 6: Maze of Shadows
- Bionicle Adventures 7: Web of the Visorak
- Bionicle Adventures 8: Challenge of the Hordika
- Bionicle Adventures 9: Web of Shadows
- Bionicle Adventures 10: Time Trap
- Bionicle: Rahi Beasts
- Bionicle Enciclopédia Volume 1